# Mittleres Heimbachtal
Das Mittlere Heimbachtal ist ein vom Landratsamt Freudenstadt am 1. April 1994 durch Verordnung ausgewiesenes Landschaftsschutzgebiet auf dem Gebiet der Gemeinde Loßburg und den Städten Alpirsbach und Dornhan.

## Lage
Das Landschaftsschutzgebiet Mittleres Heimbachtal beginnt im Süden beim Alpirsbacher Stadtteil Römlinsdorf und zieht sich entlang des Heimbachs nach Norden bis zum Loßburger Ortsteil Wälde. Es gehört zum Naturraum Obere Gäue.

## Landschaftscharakter
Das Mittlere Heimbachtal ist ein in weiten Teilen offenes Wiesental, das sich von Süden nach Norden durch den Mittleren Muschelkalk zieht. Die Landschaft ist durch Wiesen und Wälder kleinräumig strukturiert. Dabei finden sich im Gebiet sowohl Nasswiesen als auch magere Flachland-Mähwiesen, Hecken und Hochstaudenfluren und Feuchtgebüsche. Bei den Wäldern handelt es sich zumeist um Fichtenforste oder Nadel-Mischwälder. Das Mittlere Heimbachtal stellt damit einen charakteristischen Ausschnitt der Kulturlandschaft der Oberen Gäue dar.

## Zusammenhängende Schutzgebiete
Bei Betzweiler schließt das Naturschutzgebiet Heimbachaue an. Das Landschaftsschutzgebiet liegt im Naturpark Schwarzwald Mitte/Nord.